# Гурвич, Евгения Адольфовна
Евге́ния Адо́льфовна Гу́рвич (1861—1940) — российская и советская политическая деятельница, социал-демократка, член Бунда, переводчица «Капитала» Карла Маркса на русский язык.

## Биография
Родилась в Вильно. Родная сестра известного публициста и экономиста, социал-демократа, автора книг и публикаций о положении пролетариата и крестьянства в России Исаака Ароновича Гурвича. Их отца звали Арий.
Свою политическую деятельность начала в 1879 г. в тайном революционном обществе «Земля и воля». В 1890-е годы вошла в Центральный Комитет Бунда. Совместно с революционером-народником А. Бонч-Осмоловским активно участвовала в налаживании подпольной печати в Беларуси. Имела подпольный псевдоним Франц Курский. Занималась переводами марксистской литературы, в том числе 1-го т. «Капитала» К. Маркса (совместно со Львом Заком). Одна из организаторов I съезда РСДРП в Минске. В 1898 г. арестована, в 1900 г. была приговорена к 4-м годам ссылки. В 1902 году совершила побег с Л. Троцким. Жила и училась в Швейцарии, где получила высшее образование. После амнистии в 1906 г. вернулась из эмиграции в Минск. До Октябрьской революции работала в Минской городской общественной библиотеке им. А. С. Пушкина. Являлась «идейным учителем» социал-демократа Сергея Мержинского.
30.07.1917 избрана в Минскую городскую думу, где занималась вопросами образования. При советской власти — заведующая внешкольным отделом Наркомпроса БССР. В 1920 г. назначена первой заведующей библиотекой БГУ. Арестована в 1921 году во время кампании по разгрому правых эсеров, сослана в Олонецкую губернию. В сентябре 1922 года освобождена. Работала научным сотрудников в Институте К. Маркса и Ф. Энгельса в Москве. Арестована 20.02.1931 в связи с процессом «Союзного бюро меньшевиков». Из-под стражи освобождена 13.04.1931 в связи с тем, что её принадлежность к «к.-р. меньшевистской группировке в процессе следствия не подтверждается».

## Избранное
- Мартов Ю. Письма и документы (1917—1922).стр. 18
- «Еврейское рабочее движение в Минске в 80-х гг.»
- «Революц. движение среди евреев» Сб. 1. М.,1930. С. 33-64.
- «Первые еврейские кружки». — «Былое», 1907, № 6 (18), С. 65-77.
- «Воспоминания». — «Каторга и ссылка», 1928. № 3(40).